# Ozolles
Ozolles és un municipi francès, situat al departament de Saona i Loira i a la regió de Borgonya - Franc Comtat. L'any 2007 tenia 439 habitants.

## Demografia

### Població
El 2007 la població de fet d'Ozolles era de 439 persones. Hi havia 190 famílies, de les quals 56 eren unipersonals (24 homes vivint sols i 32 dones vivint soles), 65 parelles sense fills, 57 parelles amb fills i 12 famílies monoparentals amb fills.
La població ha evolucionat segons el següent gràfic:
Habitants censats

### Habitatges
El 2007 hi havia 275 habitatges, 192 eren l'habitatge principal de la família, 59 eren segones residències i 24 estaven desocupats. 262 eren cases i 13 eren apartaments. Dels 192 habitatges principals, 163 estaven ocupats pels seus propietaris, 27 estaven llogats i ocupats pels llogaters i 2 estaven cedits a títol gratuït; 2 tenien una cambra, 7 en tenien dues, 31 en tenien tres, 47 en tenien quatre i 105 en tenien cinc o més. 168 habitatges disposaven pel capbaix d'una plaça de pàrquing. A 85 habitatges hi havia un automòbil i a 95 n'hi havia dos o més.

### Piràmide de població
La piràmide de població per edats i sexe el 2009 era:
| Homes | Edats   | Dones |
| ----- | ------- | ----- |
| 0     | 95 o +  | 4     |
| 4     | 90 a 94 | 4     |
| 0     | 85 a 89 | 0     |
| 4     | 80 a 84 | 4     |
| 8     | 75 a 79 | 8     |
| 12    | 70 a 74 | 16    |
| 12    | 65 a 69 | 20    |
| 24    | 60 a 64 | 16    |
| 12    | 55 a 59 | 8     |
| 12    | 50 a 54 | 8     |
| 12    | 45 a 49 | 12    |
| 20    | 40 a 44 | 4     |
| 32    | 35 a 39 | 12    |
| 12    | 30 a 34 | 28    |
| 20    | 25 a 29 | 20    |
| 4     | 20 a 24 | 8     |
| 16    | 15 a 19 | 4     |
| 12    | 10 a 14 | 8     |
| 32    | 5 a 9   | 12    |
| 28    | 0 a 4   | 12    |

## Economia
El 2007 la població en edat de treballar era de 258 persones, 186 eren actives i 72 eren inactives. De les 186 persones actives 173 estaven ocupades (97 homes i 76 dones) i 13 estaven aturades (7 homes i 6 dones). De les 72 persones inactives 34 estaven jubilades, 17 estaven estudiant i 21 estaven classificades com a «altres inactius».

### Ingressos
El 2009 a Ozolles hi havia 189 unitats fiscals que integraven 449 persones, la mediana anual d'ingressos fiscals per persona era de 15.640 €.

### Activitats econòmiques
Dels 25 establiments que hi havia el 2007, 1 era d'una empresa de fabricació d'altres productes industrials, 4 d'empreses de construcció, 3 d'empreses de comerç i reparació d'automòbils, 1 d'una empresa de transport, 2 d'empreses d'hostatgeria i restauració, 1 d'una empresa d'informació i comunicació, 3 d'empreses immobiliàries, 4 d'empreses de serveis, 4 d'entitats de l'administració pública i 2 d'empreses classificades com a «altres activitats de serveis».
Dels 7 establiments de servei als particulars que hi havia el 2009, 1 era una oficina de correu, 1 taller de reparació d'automòbils i de material agrícola, 1 paleta, 2 fusteries, 1 electricista i 1 agència immobiliària.
L'any 2000 a Ozolles hi havia 37 explotacions agrícoles que ocupaven un total de 1.694 hectàrees.

## Equipaments sanitaris i escolars
El 2009 hi havia una escola elemental integrada dins d'un grup escolar amb les comunes properes formant una escola dispersa.

## Poblacions més properes
El següent diagrama mostra les poblacions més properes.